# Scuderia Filipinetti

Logo der Scuderia Filipinetti

Die Scuderia Filipinetti (französisch auch Ecurie Filipinetti) war ein Schweizer Rennsportunternehmen. Der Sitz des Unternehmens war in Genf. Begründer und Inhaber war der einflussreiche Schweizer Geschäftsmann und Ferrari-Generalimporteur Georges Filipinetti.

## Geschichte
Die Scuderia Filipinetti ging aus dem Rennteam "1' Equipe Nationale Suisse" hervor. Es war ein privates Schweizer Motorsportteam, das durch seine enormen Erfolge im Rennsport zwischen 1962 und 1973 sehr bekannt wurde.
Die Scuderia Filipinetti wurde 1962 durch Georges Filipinetti begründet und war eines der ersten, rein durch Sponsoring finanzierten Rennteams. Sie galt als einer der prestigeträchtigsten privaten Automobil-Rennställe der Welt. Mit dem erfolgreichen Schweizer Rennfahrer Jo Siffert startete die Scuderia Filipinetti 1962 ihr Formel-1-Debüt.

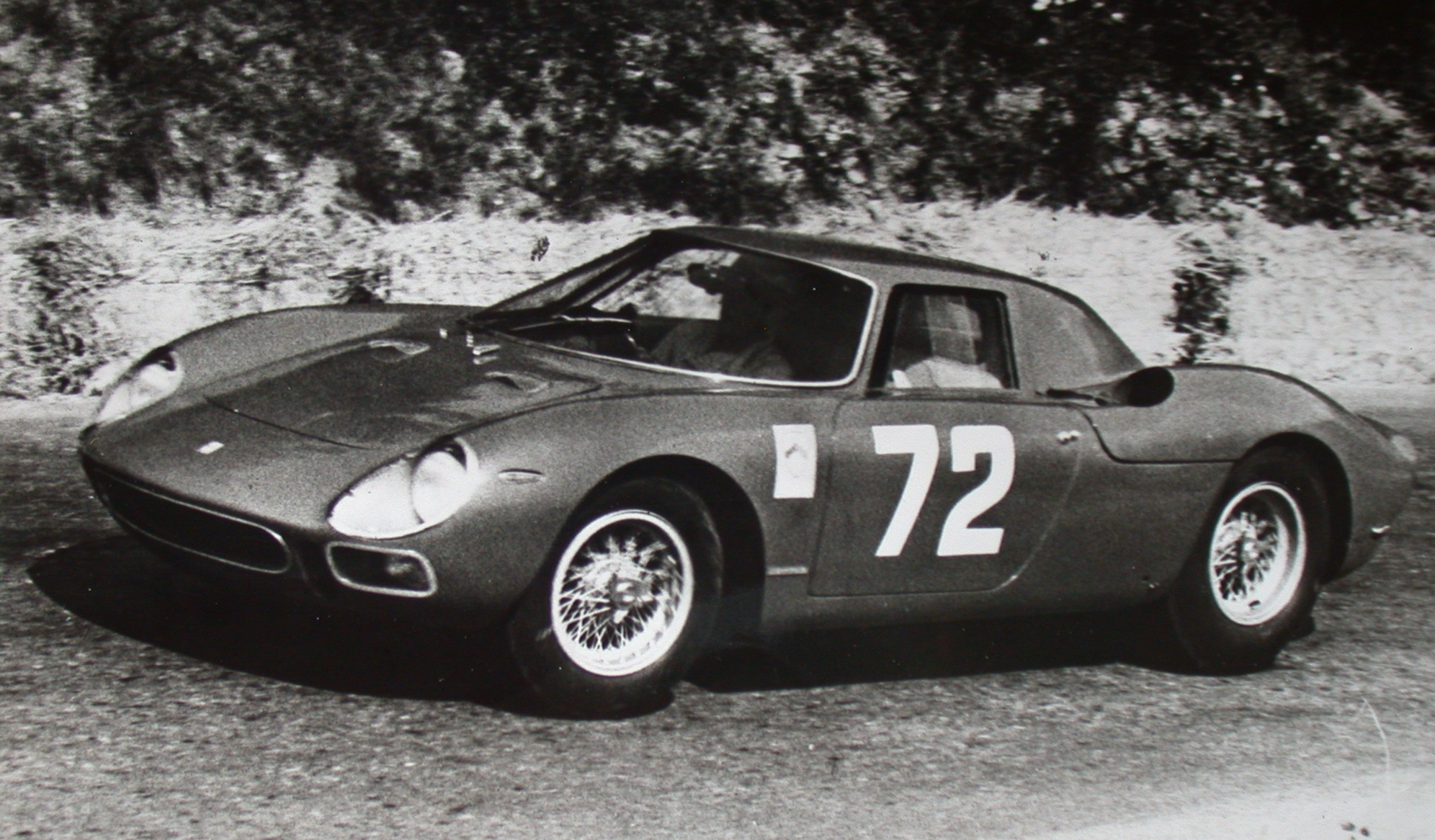
Lodovico Scarfiotti 1964 im Ferrari 250LM der Scuderia Filipinetti beim Bergrennen Sierre-Montana Crans

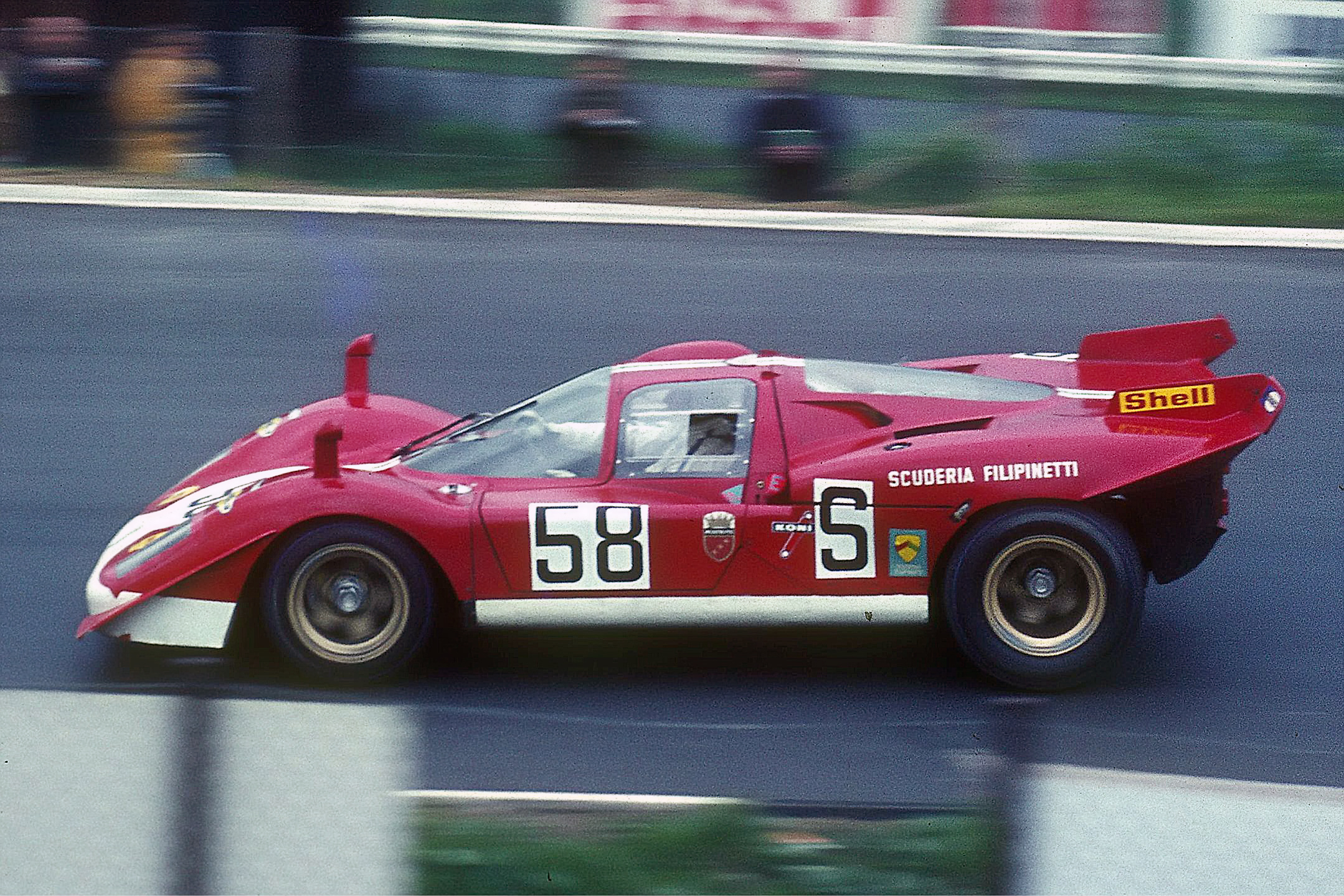
Mike Parkes 1970 im Ferrari 512 der Scuderia Filipinetti auf dem Nürburgring

Ab 1963 fuhr auch der begabte Schweizer Rennfahrer Herbert Müller für die Scuderia Filipinetti erfolgreich Rennen. Die Scuderia Filipinetti war markenunabhängig und nahm mit vielen verschiedenen Fahrzeugmarken wie Lotus, Porsche, Ferrari, Lola, Ford, Shelby AC Cobra und Fiat an den unterschiedlichsten Rennsportklassen teil.
Für Filipinetti fuhren Fahrer wie:
- Jim Clark
- Phil Hill
- Ronnie Peterson
- Jo Siffert
- Herbert Müller
- Willy Mairesse
- Jo Bonnier
- Nino Vaccarella
- Dieter Spoerry
- Mike Parkes
- Walter Dona

Aber auch andere heute bekannte Persönlichkeiten, wie der Schweizer Claude F. Sage (bis 1970 Rennteamleiter) oder Franco Sbarro (damals Chefmechaniker bei Filipinetti), spielten bei der Scuderia Filipinetti eine wichtige Rolle.
Anfang der 1970er-Jahre, infolge der Beauftragung Filipinettis durch den FIAT-Konzern, wurden in einer extra dafür eröffneten Werkstatt in Formigine bei Modena Fiat 128 zu Rennsportwagen umgebaut und in zahlreichen Rennen erfolgreich gefahren. Der einst als Rennfahrer bei Filipinetti eingestellte Ingenieur Mike Parkes war für die technische Umsetzung und die Leitung der Scuderia-Werkstatt in Formigine verantwortlich.
Nach finanziellen Problemen 1972 beteiligte sich der damalige Französische Mineralölkonzern Antar an Filipinetti, wodurch auch der Name des Rennunternehmens in "Ecurie Antar Filipinetti" geändert wurde. Im März 1973 wurde der letzte von Filipinetti gebaute Rennsportwagen auf dem Genfer Auto-Salon vorgestellt. Der Filipinetti X1/9 war als Rennsportmodell für den Fiat X1/9 gedacht und sollte an den Erfolgen der Filipinetti Fiat 128 anknüpfen.
Am 3. Mai 1973 starb Georges Filipinetti überraschend. Wegen der vorausgegangenen finanziellen Probleme entschlossen sich Filipinettis Angehörige, die Scuderia zu schließen und den Rennbetrieb einzustellen. Sämtliche Rennwagen wurden kurze Zeit später verkauft.

## Entwicklungen neben dem Rennsport
Der einst als Mechaniker eingestellte Franco Sbarro entwickelte in Zusammenarbeit mit Filipinetti zwei Fahrzeugstudien, den Filipinetti I und den Filipinetti II. In Zusammenarbeit mit Fiat wurde 1972 vom Rennfahrer und Ingenieur Mike Parkes ein Prototyp einer Straßenversion vom erfolgreichen Filipinetti-Fiat 128-Rennwagen entwickelt. Der Filipinetti-Fiat 128-Stradale ging aber nie in Serie. Auf dem Autosalon in Genf 1973 wurde ein weiterer Prototyp einer Straßenversion vom Filipinetti-Fiat 128-Sport-Coupé vorgestellt. Auch der Filipinetti X1/9 war eine Entwicklung Mike Parkes und sollte ursprünglich den Verkauf des Serienwagens beim Automobilkonzern Fiat fördern.

## Ergebnisse

### Siege in der Sportwagen-Weltmeisterschaft
| Jahr | Rennen                           | Fahrzeug      | Fahrer 1            | Fahrer 2       |
| ---- | -------------------------------- | ------------- | ------------------- | -------------- |
| 1964 | Großer Schweizer-Berg-Grand-Prix | Ferrari 250LM | Ludovico Scarfiotti |                |
| 1966 | Targa Florio                     | Porsche 906   | Willy Mairesse      | Herbert Müller |